# الی گراو (ویرجینیای غربی)
الی گراو، غرب ویرجینیا (به انگلیسی: Alley Grove, West Virginia) یک منطقهٔ مسکونی در ایالات متحده آمریکا است که در ویرجینیای غربی واقع شده‌است.

## خصوصیات
الی گراو ۲۵۳٫۹ متر بالاتر از سطح دریا واقع شده‌است.